# توبياس هالاند يوهانسن
توبياس هالاند يوهانسن (بالنرويجية: Tobias Halland Johannessen)‏ (و. 1999  م) هو دراج نرويجي، ولد في دروباك.

## التصنيف
| السنة     | 2021 | 2022 | 2023 | 2024 |
| --------- | ---- | ---- | ---- | ---- |
| عالمي     | 172  | 133  | 62   | 114  |
| أوروبا    | 148  | 110  | 51   | 93   |
|           |      |      |      |      |
| مصدر: UCI |      |      |      |      |

## سجل الفوز

### سباقات أو مراحل فاز بها
| التاريخ        | السباق                                | المركز                                                                                           |
| -------------- | ------------------------------------- | ------------------------------------------------------------------------------------------------ |
| 12 يونيو 2021  | طواف إيطاليا للدراجات تحت 23 سنة 2021 | الثاني في التصنيف العام، الثالث في تصنيف النقاط، الرابع في تصنيف الجبال                          |
| 08 أغسطس 2021  | جولة ركوب الدراجات التشيكية 2021      |                                                                                                  |
| 22 أغسطس 2021  | تور دي أفينير 2021                    | الفائز في التصنيف العام                                                                          |
| 18 سبتمبر 2021 | لييج-باستون-لييج تحت 23 سنة 2021      |                                                                                                  |
| 06 فبراير 2022 | نجم بسجس 2022                         | الأول في تصنيف أفضل شاب، الثالث في التصنيف العام، الثالث في تصنيف الجبال، الرابع في تصنيف النقاط |
| 27 مارس 2022   | فولتا كاتالونيا 2022                  | الرابع في تصنيف أفضل شاب، السابع في التصنيف العام                                                |
| 20 أبريل 2022  | لا فليش والون 2022                    | المرتبة 20 في التصنيف العام                                                                      |
| 29 مايو 2022   | طواف النرويج 2022                     | الأول في تصنيف النقاط، الرابع في التصنيف العام، الرابع في تصنيف الجبال                           |
| 12 يونيو 2022  | سباق دوفيني للدراجات 2022             | الأول في تصنيف أفضل شاب، العاشر في التصنيف العام                                                 |
| 14 يونيو 2022  | مونت فينتو دينفلاي تشالنجز 2022       | الرابع في التصنيف العام                                                                          |
| 19 أبريل 2023  | لا فليش والون 2023                    | المرتبة 15 في التصنيف العام                                                                      |
| 25 أغسطس 2024  | دويتشلاند تور 2024                    | الأول في تصنيف أفضل شاب، الثالث في التصنيف العام، السادس في تصنيف النقاط                         |